# Stephen Potter
Stephen  Meredith Potter, född 1 februari 1900, död 2 december 1969, var en brittisk författare som är mest känd för sina parodiska "självhjälpsböcker". Boken Livsmannaskap beskriver till exempel hur man, genom att använda sig av olika sorters "plojer", kan skaffa sig ett övertag över andra människor och få dem att känna sig irriterade.